# Groupe Carrefour
Groupe Carrefour er en fransk detail- og grossistvirksomhed. Virksomheden er målt på omsætning verdens næststørste efter amerikanske Wal-Mart, større end Tesco og Metro AG. Carrefour er etableret i 1959 og børsnoteret i aktieindekset CAC 40.
Groupe Carrefour har knap 500.000 medarbejdere og en årlig omsætning på ca. 671 mia. DKR (2010). Virksomheden er desuden Frankrigs største arbejdsgiver. Virksomhedens administrerende direktør har siden januar 2009 været svenskeren Lars Olofsson.

## Supermarkedskæder
| - 5 minutes - 8 a HuiT - Marche Plus - Proxi - Sherpa - Dìperdì - Smile Market - Ok! - Contact GB - GB Express - Shopi | - Carrefour Bairro - Carrefour Express - Champion - Champion Mapinomovaoe - Globi - GB Supermarkets - GS - Norte - Gima | - Dia - Ed - Minipreço - Carrefour - Atacadão (engros) - Hyperstar |